# NASA AD-1
Ne pas confondre avec l'AD-1, une des versions du Douglas AD Skyraider
Le NASA AD-1 est le nom d'un avion expérimental ainsi que d'un programme de recherche mené par la NASA de 1979 à 1982 au Dryden Flight Research Center sur la  base d'Edwards en Californie en vue d'étudier le comportement d'un appareil équipé d'une aile unique pouvant pivoter en vol d'un angle de 0 à 60 degrés, appelée « aile oblique ».
Le concept d'aile oblique fut testé sur un jet subsonique baptisé AD-1 (pour « Ames Dryden -1 »). Les 79 vols effectués lors du programme de recherche permirent d'évaluer la pertinence d'une telle formule et de récolter des informations sur ses qualités aérodynamiques et de maniabilité à différentes vitesses et pour différentes positions de l'aile.

## Historique
Le premier appareil à aile oblique connu fut le Blohm & Voss P.202, conçu par l'ingénieur allemand Richard Vogt en 1944.
Plus tard Robert T. Jones, un ingénieur de la NASA, étudia ce concept au Centre de recherche Ames de Moffett Field en Californie. Ses études théoriques et les essais en soufflerie qu'il conduisit à Ames démontrèrent que les qualités aérodynamiques d'un avion de transport doté d'une aile oblique volant à Mach 1,4 seraient bien supérieures à celles du même appareil doté d'une voilure conventionnelle.
À vitesse subsonique et supersonique l'aile pivotait jusqu'à ce que l'angle de flèche de sa partie gauche soit de 60 degrés avec le fuselage. Les essais montrèrent que, dans cette configuration, la traînée aérodynamique était fortement réduite permettant d'accroître la vitesse et le rayon d'action de l'appareil sans augmenter sa consommation en carburant.
À faible vitesse, principalement lors des phases de décollage et d'atterrissage, les ailes se plaçaient perpendiculairement au fuselage afin d'obtenir une portance maximale et une meilleure manœuvrabilité. Lorsque la vitesse augmentait, les ailes pivotaient, modifiant l'angle formé avec le fuselage et réduisant ainsi traînée et consommation en carburant.

## L'avion

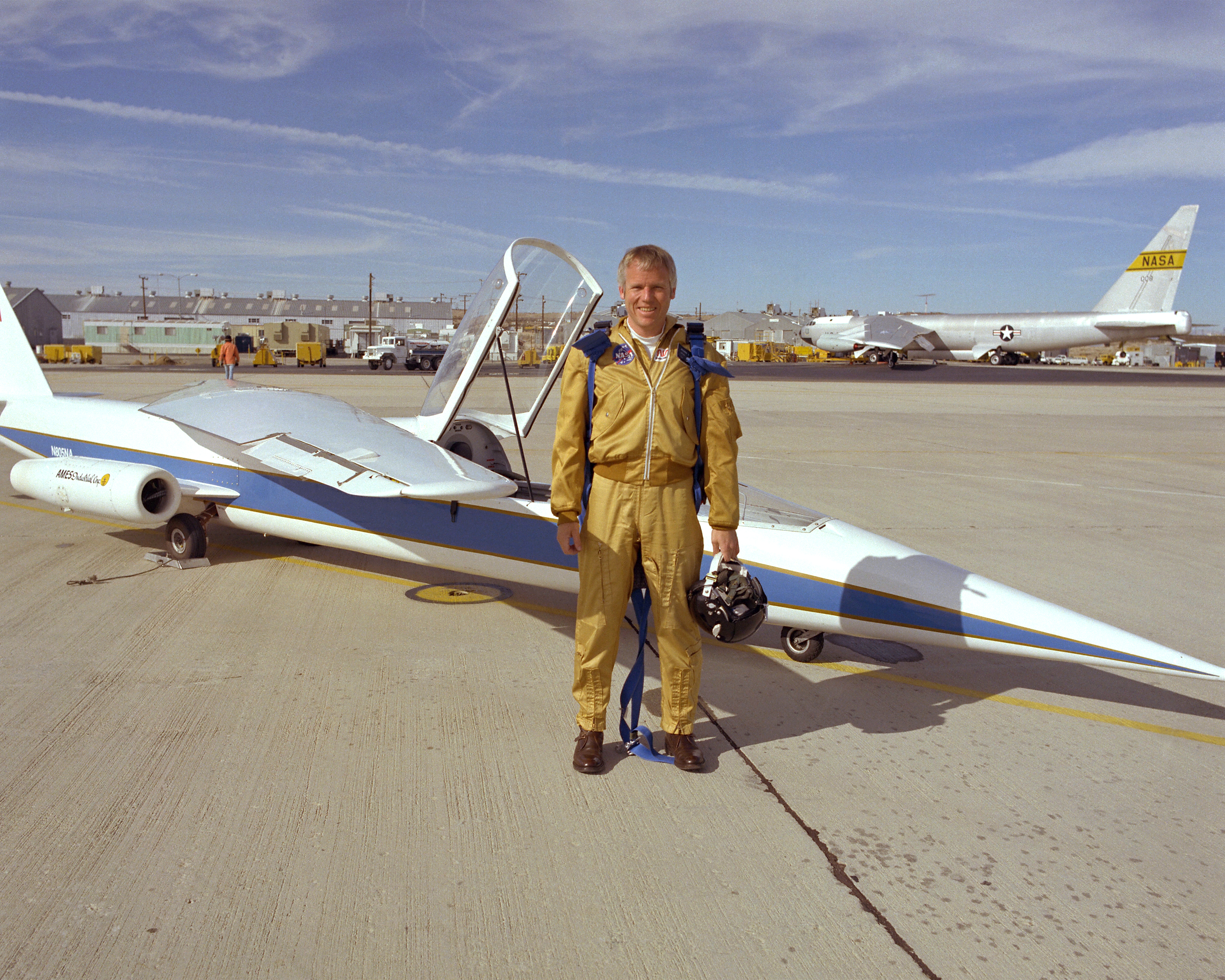
Le pilote d'essai Richard E. Gray devant l'AD-1.

L'AD-1 fut livré en février 1979. La société Ames Industrial Co le construisit à Bohemia dans l'état de New York dans le cadre d'un contrat de 240 000 dollars. La NASA fournit les plans généraux de l'appareil se basant sur les études effectuées par Boeing Commercial Airplanes à Seattle dans l'État de Washington. Scaled Composites, compagnie basée à Mojave en Californie, élaborât les plans définitifs de l'avion ainsi que le cahier des charges visant à la production d'un appareil peu coûteux qui fut baptisé Model 35.
L'avion fit premier vol le 21 décembre 1979 piloté par Thomas C. McMurtry, pilote d'essai de la NASA. Ce dernier fut aussi aux commandes lors du dernier vol de l'appareil le 7 aout 1982. William Joseph Knight, qui prit part au programme X-15, participa aussi aux essais en vol de l'AD-1.
Il était propulsé par deux réacteurs Microturbo TRS 18-046 fournissant chacun une poussée de 100 kgp au niveau de la mer. Pour des raisons de sécurité, la vitesse maximale de l'appareil fut limitée à 272 km/h.
L'AD-1 avait une longueur de 11,8 m (39 ft) pour une envergure de 9,8 m (32 ft)lorsque l'aile était perpendiculaire au fuselage, et une hauteur de 1,95 m (6 ft). La structure était constituée d'un cœur en mousse rigide protégé par un revêtement de polymère renforcé à la fibre de verre.
Il était équipé d'un train tricycle fixe. Les roues placées au plus près du fuselage pour réduire la traînée donnaient l'impression que l'avion était posé à même le sol. Les ailes pivotaient grâce à un actionneur électrique placé dans le fuselage, entre les moteurs.

## Essais en vol

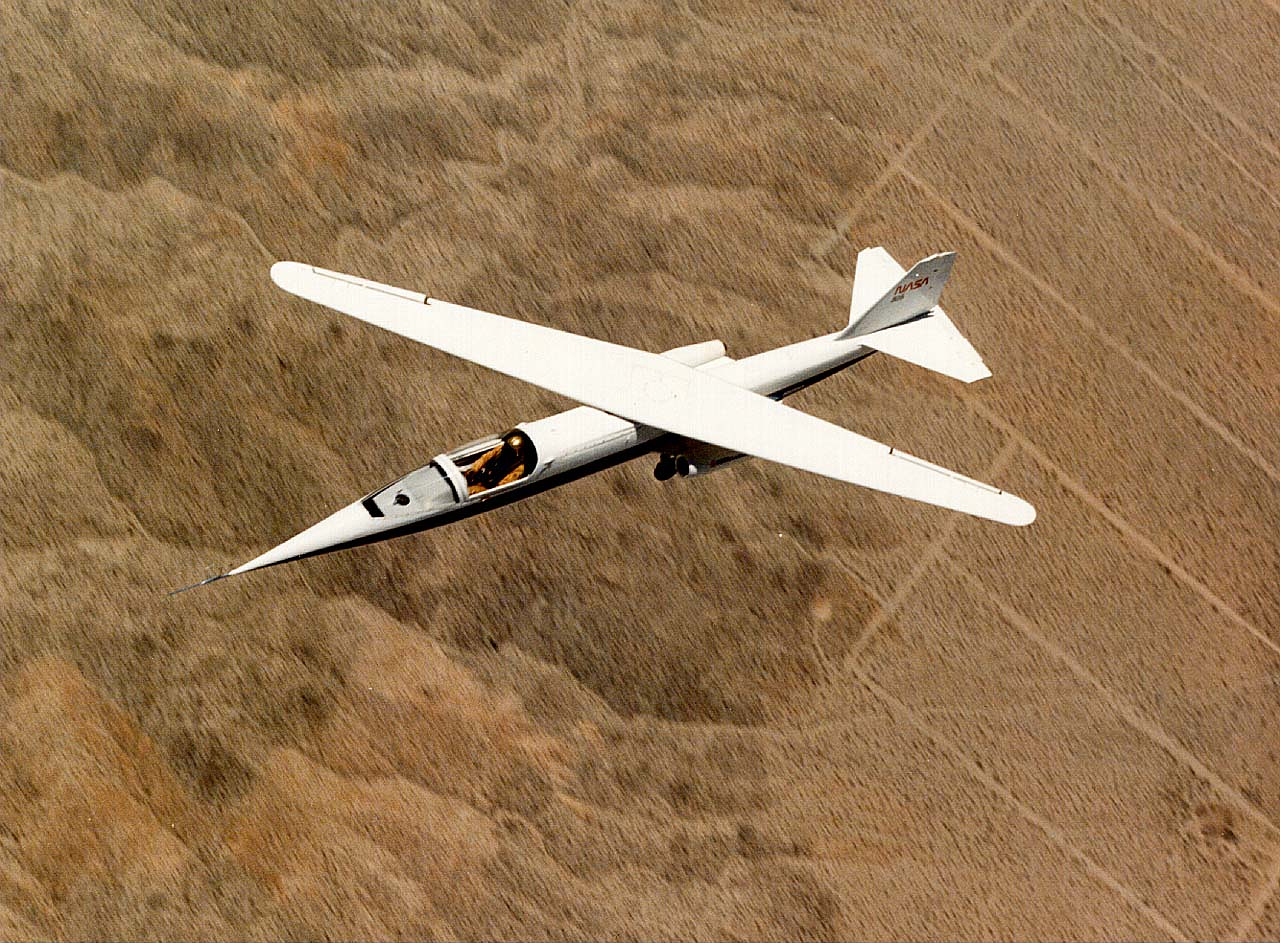
Vue de dessus

Le programme d'essai visant à valider le concept d'aile oblique suivait une méthodologie typique des programmes à haut risque de la NASA : avancer pas à pas et étendre progressivement et prudemment l'enveloppe de vol de l'appareil. Le but premier du projet AD-1 était d'étudier les caractéristiques de l'aile oblique à basse vitesse.
L'AD-1 fit son premier vol fin 1979. L'aile fut progressivement orientée lors des vols des 18 mois suivants jusqu'à un angle de 60 degrés. L'appareil continua à voler, récoltant des données pour différentes vitesses et différentes positions de l'aile, jusqu'à son dernier vol en août 1982.
L'appareil effectua ses huit derniers vols non pas à Dryden mais lors du salon annuel de l'Experimental Aircraft Association (EAA) à Oshkosh dans le Wisconsin, où le public put admirer sa configuration unique.
Les essais en vol confortèrent Jones dans l'idée que l'aile oblique était un concept viable pour la conception d'avions de transport transocéaniques ou transcontinentaux. Cet appareil à bas coût permit aussi d'étudier la survenue de phénomène aéroélastiques (dus au manque de rigidité de l'aile) et d'effets conjugués de roulis-tangage diminuant la manœuvrabilité de l'appareil lorsque l'angle de flèche dépassait 45 degrés.

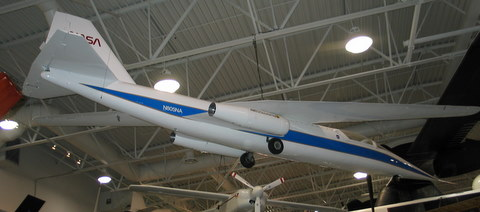
L'AD-1 du musée d'aviation Hiller.

Bien que les essais en vol de l'AD-1 validèrent le concept d'aile oblique, il aurait fallu qu'un prototype d'appareil capable d'atteindre de plus grandes vitesses soit développé afin d'étudier les phénomènes de compressibilité auxquels serait soumise un tel type d'aile à des vitesses transsoniques et supersoniques.
À la fin des essais en vol, l'AD-1 fut retiré et cédé au musée d'aviation Hiller à San Carlos en Californie où il est exposé depuis.